# ريتش غارسيا
ريتش غارسيا (بالإنجليزية: Rich Garcia)‏ هو حكم كرة قاعدة ‏ أمريكي، ولد في 22 مايو 1942 في كي ويست في الولايات المتحدة.